# Bill Romanowski
Pour les articles homonymes, voir Romanowski.
(en) Statistiques sur pro-football-reference
William Thomas Romanowski, dit Bill Romanowski, né le 2 avril 1966 à Rockville, est un joueur américain de football américain.

## Carrière
Ce linebacker a joué pour les 49ers de San Francisco (1988–1993), les Eagles de Philadelphie (1994–1995), les Broncos de Denver (1996–2001) et les Raiders d'Oakland (2002–2003) en National Football League (NFL).
Il a remporté les Super Bowls XXIII, XXIV, XXXII et XXXIII.
Au printemps 2003, à la suite des investigations de l'affaire Balco, son nom apparaît dans une liste de clients du laboratoire fournissant stéroïdes et hormones de croissance à certains sportifs.